# 服部紗也加
服部 紗也加（はっとり さやか、1994年3月30日 - ）は、日本のタレント。関ガールのメンバーでもある。愛称はさーちゃん、とりはつ。ロイスター所属。大阪府出身。UP!アップ!関ガール シーズン2出演中。

## 出演
- CATV「UPアップ関ガール」2012.4月～レギュラー出演中
- サンテレビ「BULL ROCK TV」2014.1月～レギュラー出演

## 活動・出演情報
- サンテレビ「K's BEAUTY LIFE」
- NHKドラマ10「コピーフェイス」 - 看護師役
- MBS「メッセンジャーの○○は大丈夫なのか?」
- J:COM「みやびじょんワイド」リポーター出演
- J:COM「8時です!生放送!!」
- J:COM「PEEWEE’S OFFROAD GAMES」リポーター出演
- KCN「Kパラnext」出演
- テレビ岸和田「泉州国際マラソン」リポーター出演
- テレビ岸和田「DON ちち」
- BAN BANテレビ「にじいろ生たまご」
- ベイコム「ほっとネット☆ベイコム」
- 関西テレビ「マルコポロリ」再現VTR出演
- ABC「今ちゃんの「実は…」」
- ABC「ビーバップ!ハイヒール」コーナー出演
- テレビ大阪「P-1パチとも倶楽部」
- 各U局「＄1銀玉打闘会」出演

## 雑誌・スチール・イメージガール
SOSIOイメージガール
雑誌「ジャンバリ」グラビア掲載
新聞「サンケイスポーツ」掲載
スチール「auスマートバリュー」モデル
スチール「No.8」パンフレットモデル
Web「美人時計」オフィシャルガール
Web「からくさホテル大阪なんば」モデル

## イベント・舞台
- 舞台「クォンタルドームズ」2016.10月26～30日　美鈴役

- イベント

「大阪モーターショー2017 J:COMブース」「ケーブルショーin KANSAI 2013、2015」「コヤブソニック2014」
「神戸コレクション」マーケットブースモデル
「第５回晴れの國おかやま７時間エンデューロmeitanレースクイーン」